# Passalora bupleuri
Passalora bupleuri är en svampart som först beskrevs av Giovanni Passerini, och fick sitt nu gällande namn av U. Braun 1997. Passalora bupleuri ingår i släktet Passalora och familjen Mycosphaerellaceae.   Inga underarter finns listade i Catalogue of Life.